# Josef Zvára
Josef Zvára (3. června 1906 – 19. října 1977 Pardubice) byl český a československý politik Komunistické strany Československa a poúnorový poslanec Národního shromáždění ČSR a ČSSR a Sněmovny lidu Federálního shromáždění.

## Biografie
Pocházel ze čtyř dětí. Jeho otec byl tkalcem koberců.
Po volbách roku 1948 byl zvolen do Národního shromáždění za KSČ ve volebním kraji Pardubice. Mandát nabyl až dodatečně v říjnu 1952 jako náhradník poté, co rezignoval poslanec Josef Beran. Mandát získal i ve volbách v roce 1954 (volební obvod Pardubice), ve volbách v roce 1960 (nyní již jako poslanec Národního shromáždění ČSSR za Východočeský kraj) a ve volbách v roce 1964. V Národním shromáždění zasedal až do konce jeho funkčního období v roce 1968.
Po federalizaci Československa usedl roku 1969 do Sněmovny lidu Federálního shromáždění, kde setrval do konce volebního období, tedy do voleb v roce 1971.
K roku 1954 se profesně uvádí jako pracovník Krajského výboru KSČ. Byl mu udělen Řád práce a roku 1976 i Řád Vítězného února.